# Lidia Poët
Lidia Poët, née à Perrero (dans le hameau de Traverse) le 26 août 1855, morte à Diano Marina le 25 février 1949, est une avocate italienne, première femme à entrer dans l'ordre des avocats italien, en 1883. Quelques mois plus tard, en 1884, la Cour de cassation révoque son inscription au barreau, arguant que la profession d'avocat est réservée aux hommes. 
Lidia Poët se consacre à la défense des personnes marginalisées et à l'obtention du droit de vote pour les femmes. Elle ne sera officiellement admise au barreau que 35 années plus tard grâce à une loi qui ouvre la profession aux femmes.

## Biographie
Née à Perrero dans le val Germanasca, elle est la cadette de huit enfants d'une famille de propriétaires ruraux aisés, de religion protestante vaudoise. Elle passe son enfance à Perrero et son adolescence à Pignerol avec l'un de ses frères aînés, Enrico, avocat de profession. Elle y obtient son diplôme d'enseignante et, après un séjour à Aubonne, à proximité des rives du lac Léman, pour apprendre l'allemand et l'anglais, elle retourne à Pignerol pour s'inscrire, en 1878, à la faculté de droit de l'université de Turin. Elle obtient son diplôme en droit le 17 juin 1881 avec une thèse sur le statut de la femme dans la société et sur le droit de vote des femmes. 
Au cours des deux années suivantes, elle exerce le droit dans le cabinet de l'avocat et sénateur Cesare Bertea. Après avoir réussi les examens pour devenir avocate, elle fait sa demande pour rejoindre le barreau de Turin. C'est la première fois dans le royaume d'Italie qu'une femme fait une telle demande et sa requête provoque une rude polémique dans le monde juridique. Comme il n'y a pas d'interdiction spécifique, Lidia Poët est acceptée à la majorité (8 votes sur 12) le 9 août 1883, devenant ainsi la première femme inscrite à l'ordre.

## Révocation de son inscription
Le procureur général du Roi auprès de la cour d'appel de Turin s'oppose à cette décision et en retarde l'enregistrement. Malgré les avis favorables et les exemples de femmes avocates dans d'autres pays, il soutient que les femmes ne peuvent pas légalement rejoindre l'ordre. Le 11 novembre 1883, la cour d'appel accepte la demande du procureur. 
Les arguments sont d'ordre juridique et biologique. Juridiquement, les femmes ne jouissent pas des mêmes droits que les hommes (par exemple, elles ne peuvent pas témoigner dans certains procès ni être témoins à la rédaction d'un testament). Biologiquement, leur cycle menstruel et leurs organes ne permettent pas la sérénité et la fermeté nécessaires aux plaidoiries,. De plus, la présence de femmes dans les tribunaux serait une distraction. Finalement, accepter les femmes au barreau serait les exposer à la discussion de sujets que les règles de savoir-vivre ne permettent pas de débattre en présence du sexe faible.
Lidia Poët présente un recours détaillé à la Cour de cassation, soulignant que la loi garantit l'égalité des citoyens et des citoyennes. Néanmoins, le 18 avril 1884, la Cour rejette sa demande et confirme la position du procureur général. Aux raisons déjà avancées s'ajoute la question de l'autorisation maritale : Lidia Poët étant célibataire, l'absence d'autorisation maritale est un obstacle insurmontable aux yeux de la cour.
La décision de la Cour équivaut, dans les faits, à une interdiction aux femmes d'exercer la profession d'avocate.

## Vie professionnelle
Lidia Poët ne peut pas exercer pleinement la profession d'avocate, mais elle peut exercer le droit. Elle collabore avec son frère Enrico et s'engage dans la défense des droits des mineurs, des personnes marginalisées et des femmes. Elle soutient en particulier la cause du suffrage des femmes.
En 1883, elle participe au premier congrès international pénitentiaire (Primo Congresso Penitenziario Internazionale) à Rome. Elle rejoint le secrétariat de ce congrès et représente l'Italie à de nombreuses reprises en tant que vice-présidente de la section du droit, comme en 1890 à Saint-Pétersbourg où elle est déléguée au quatrième congrès international pénitentiaire. Le gouvernement français l'invite à Paris pour lui remettre les palmes académiques. Lorsque la Première Guerre mondiale éclate, elle rejoint la Croix-Rouge comme infirmière et recevra une médaille d'argent en reconnaissance.

## Loi Sacchi
À la fin de la Première Guerre mondiale, la loi numéro 1179 du 17 juillet 1919, connue sous le nom de loi Sacchi, abolit l'autorisation maritale, permettant ainsi aux femmes d'accéder aux fonctions publiques, sauf dans la magistrature, la politique et l'armée. En 1920, à l'âge de 65 ans, Lidia Poët entre finalement au barreau, devenant officiellement avocate.
En 1922, elle devient présidente du comité pro-vote des femmes, créé à Turin en 1906.
Elle meurt à Diano Marina à l'âge de 93 ans, le 25 février 1949, et est enterrée au cimetière de San Martino, dans le val Germanasca. Sur sa pierre tombale, on peut lire prima avvocatessa d’Italia (« première avocate italienne »).
Un collège public à Pignerol et une rue à Livourne portent son nom. À Porte, à quelques kilomètres de Pignerol, une bibliothèque consacrée aux femmes lui rend hommage, la Biblioteca Donna - Lidia Poët.

## Principales publications
- Studio sulla condizione della donna rispetto al diritto costituzionale e al diritto amministrativo nelle elezioni. Dissertazione per la laurea in giurisprudenza, Pinerolo, Chiantore & Mascarelli, 1881.
- Ricorso all'Eccellentissima Corte di Cassazione in Torino della signorina Lidia Poët laureata in leggi contro la decisione dell'Eccelentissima Corte d'Appello in data 14/11/1883, Torino, Stamperia dell'Unione Tipografica Editrice, 1883.
- Conferenza della sig.na Lidia Poët, dottoressa in giurisprudenza, Torino, Tipografia Il Risorgimento, 1914.
- Rapport présenté par Mlle Lydia Poët, docteur en droit à Pignerol (Italie). Congrès pénitentiaire international de Saint-Pétersbourg. Travaux préparatoires, 1890.
- Assistance morale et légale des mineurs en Italie, Atti del Congresso Internazionale Femminile, Roma, 16-23 maggio 1914, Torre Pellice.

## Postérité
La série Netflix Lidia fait sa loi (VO en italien La legge di Lidia Poët) est inspirée de la vie de Lidia Poët.